# Miesenbach (Basse-Autriche)
Miesenbach est une commune autrichienne du district de Wiener Neustadt-Land en Basse-Autriche.